# John Tyler Bonner
John Tyler Bonner (Nueva York, 12 de mayo de 1920-8 de febrero de 2019) fue un biólogo evolutivo del desarrollo , estadounidense, experto en el ciclo vital de los Myxomycota (moho mucilaginoso).

## Biografía
A los diez años se mudó a Francia y a los trece, al Reino Unido. Allí pudo descubrir su pasión por la naturaleza, que a su vuelta a los Estados Unidos lo lanzó a una prolífica carrera que comenzaría en la Universidad de Harvard.
Fue catedrático en el Departamento de Ecología y Biología evolutiva de la Universidad de Princeton. Fue miembro de la Asociación Estadounidense para el Avance de la Ciencia y de la Academia Nacional de Ciencias de Estados Unidos.
Estaba considerado uno de los mayores expertos en hongos mucilaginosos.